# 冰室的天地 Fate/school life
《冰室的天地 Fate/school life》是磨伸映一郎的日本四格漫畫作品，一迅社出版。《Fate/stay night》題材的衍生作品，以冰室鐘為主角。最先於Comic REX增刊《四格漫畫KINGS Palette》刊載。其後雜誌月刊化，並獨立創刊，現在改以在《四格漫畫Palette》連載。
一迅社官網「調色板online」不定期連載番外篇《小寺大作戰》（マキジ大作戦）。

## 登場角色

### 穗群原學園2-A的學生
冰室鐘（聲：中川里江）
蒔寺楓（聲：結下美智留）
三枝由紀香（聲：中尾衣里）
美綴綾子（聲：水澤史繪）
沙條綾香
遠坂凜

### 穗群原學園2-C的學生
柳洞一成
學生會書記長。
衛宮士郎
間桐慎二
後藤劾以

### 其他穗群原學園學生
佐伯直美（聲：若林直美）
2-D的女學生。
前學生會長
前副學生會長
角隈
學生會秘書
《Fate/EXTRA》女性主人公（岸波白野）的樣貌相同。
學生會會計
間桐櫻

### 穗群原學園的老師
葛木宗一郎
藤村大河

### 冬木市
三枝孝太
由紀香的弟弟。
冰室道雪
鐘的父親，冬木市市長。
冰室鈴
鐘的母親。
美綴實典
綾子的弟弟。
間桐臟硯
間桐兄妹的爺爺。
柳洞零觀
一成的哥哥。
螢塚音子
遠坂時臣
遠坂凜的亡父。
日比乃響
咖啡店店員。
桂木千鍵
咖啡店店員。

## 作中用語
世界文化大戰4
英雄史大戰

## 出版漫畫
單行本
| 冊數 | 一迅社         | 一迅社                                                  |
| 冊數 | 初版發售日期   | ISBN                                                    |
| ---- | -------------- | ------------------------------------------------------- |
| 1    | 2008年1月22日  | ISBN 978-4-75-808006-4                                  |
| 2    | 2009年2月21日  | ISBN 978-4-75-808029-3                                  |
| 3    | 2010年1月22日  | ISBN 978-4-75-808067-5                                  |
| 4    | 2011年3月25日  | ISBN 978-4-75-808113-9                                  |
| 5    | 2012年1月21日  | ISBN 978-4-75-808139-9                                  |
| 6    | 2013年5月22日  | ISBN 978-4-75-808177-1 ISBN 978-4-75-808178-8（限定版） |
| 7    | 2014年4月22日  | ISBN 978-4-75-808205-1 ISBN 978-4-75-808204-4（特裝版） |
| 8    | 2015年5月22日  | ISBN 978-4-7580-8231-0 ISBN 978-4-7580-8232-7（特裝版） |
| 9    | 2015年12月22日 | ISBN 978-4-7580-8252-5 ISBN 978-4-7580-8253-2（特裝版） |
| 10   | 2017年3月2日   | ISBN 978-4-7580-8278-5 ISBN 978-4-7580-8279-2（特裝版） |
| 11   | 2018年1月22日  | ISBN 978-4-7580-8301-0 ISBN 978-4-7580-8302-7（特裝版） |
| 12   | 2019年7月22日  | ISBN 978-4-7580-8331-7 ISBN 978-4-7580-8332-4（特裝版） |
| 13   | 2020年8月24日  | ISBN 978-4-7580-8352-2 ISBN 978-4-7580-8353-9（特裝版） |
| 14   | 2021年7月20日  | ISBN 978-4-7580-8368-3 ISBN 978-4-7580-8369-0（特裝版） |
| 15   | 2022年7月22日  | ISBN 978-4-7580-6988-5 ISBN 978-4-7580-6989-2（特裝版） |
| 16   | 2025年2月27日  | ISBN 978-4-7580-8454-3                                  |
| 17   | 2025年2月27日  | ISBN 978-4-7580-8668-4                                  |

## 外部連結
- TYPE-MOON官方首頁（日語）
- 漫畫4一塊調色板（日語）
- 冰室的天地 Fate/school life 番外篇 小寺大作戰（页面存档备份，存于）（日語）